# Llano Grande (Teksas)
Llano Grande je naseljeno mjesto za statističke potrebe u američkoj saveznoj državi Teksas. Prema popisu stanovništva iz 2010. u njemu je živjelo 3.008 stanovnika.